# Cirripectes jenningsi
Cirripectes jenningsi är en fiskart som beskrevs av Schultz, 1943. Cirripectes jenningsi ingår i släktet Cirripectes och familjen Blenniidae. Inga underarter finns listade i Catalogue of Life.